# Wuilker Faríñez
Wuilker Faríñez Aray (Caracas, 15 de febrero de 1998) es un futbolista venezolano que juega como portero en el Águilas Doradas de la Categoría Primera A, cedido por el Caracas Fútbol Club.  
El 12 de mayo de 2015 el seleccionador nacional de Venezuela, Noel Sanvicente lo convocó sorpresivamente a la Copa América 2015, tras haber disputado anteriormente el Campeonato Sudamericano de Fútbol Sub-17 de 2015, y fue así el jugador más joven de dicha competición. También fue convocado a la Copa América Centenario 2016, donde fue el segundo jugador más joven, tras el estadounidense Christian Pulisic.
El 24 de mayo de 2016 debutó con la selección de fútbol de Venezuela en el partido amistoso contra Panamá en el empate sin goles en el estadio Rommel Fernández. Cuatro días antes fue titular ante la selección de fútbol de Galicia (selección autonómica de España), sin embargo este encuentro no se incluye en las estadísticas oficiales.

## Trayectoria

### Inicios
Fue criado en la urbanización popular de Nuevo Horizonte, Catia, donde se formó futbolísticamente en las escuelas de Nueva Esparta y Family Club. Su primer recuerdo con un balón fue cuando su padre le regaló uno a los 7 años y no lo soltó por tiempo. Su padre alega que la primera vez que lo vio jugar fue contra el Deportivo Gulima, de donde salió sorprendido por las condiciones naturales de su hijo, quien también sabía desempeñarse como delantero.
Jugando para el equipo Gramoven F. C., representantes del Caracas Fútbol Club asistieron el 22 de septiembre de 2011 a uno de sus encuentros. El talento del joven guardameta fue suficiente para que los ojeadores lo ficharan al equipo sub-14 de la capital venezolana.
Con la cantera roja disputó varios torneos internacionales en España, Brasil y Venezuela, portando en diversas ocasiones la banda de capitán. También fue el único guardameta seleccionado en el campamento Harina PAN del Real Madrid, para viajar a la capital española.

### Caracas F. C.
El 12 de junio de 2013 el Caracas anunció la contratación del guardameta de 14 años al primer equipo. Tras esto el joven jugador decidió enfocarse en la posición de portero dejando definitivamente atrás a la delantera. Su debut con el equipo mayor se produjo el 1 de octubre de 2014 en el estadio Alfredo Simonpietri ante Arroceros de Calabozo, de la Segunda División de Venezuela, en el encuentro correspondiente de los octavos de final de la Copa Venezuela 2014. Su equipo empató 2:2, sin embargo se convirtió en el guardameta más joven en debutar con el Caracas en un partido de copa doméstica al hacerlo a la edad de 16 años.
Tras entrenar con la selección de Venezuela en la Copa América 2015, Wuilker debutó en Primera División a los 17 años, el 12 de julio de 2015, al ser titular en la primera jornada del Torneo Adecuación 2015 en la victoria 4:0 ante el Tucanes de Amazonas, debido a la lesión del arquero titular, Alain Baroja.
Una vez confirmada la salida de Baroja a Grecia, la titularidad del arco rojo le sería otorgada a Faríñez en detrimento del suplente habitual, Yhonattan Yustiz. Se produjo su debut en el estadio Olímpico de la UCV el 19 de julio de 2015, en el empate 2:2 contra el ACD Lara, donde Wuilker provocó un penalti y fue sancionado con tarjeta amarilla. Tres días después volvió al arco contra Zamora y el joven arquero se reivindicó con varias salvadas que evitaron el empate de un 2:0 anotado al final del encuentro. Para el Torneo de Adecuación 2015 rompió el récord de imbatibilidad de la arquería caraqueña que estaba en manos de Javier Toyo. La racha se prolongó por 689 minutos, cuando el jugador del Portuguesa Keiner Pérez anotó en el minuto 83 de la victoria del Caracas 2:1 sobre el Penta.
El 29 de febrero de 2016 debutó en torneos internacionales en la fase previa de la Copa Libertadores 2016 en el estadio Tomás Adolfo Ducó, contra el Club Atlético Huracán, en la derrota 1:0. Su equipo salió eliminado en la vuelta tras un gol en el último minuto. 
En el Torneo Apertura 2016 Faríñez fue nuevamente titular. Disputó 18 de los 23 partidos posibles, entre los cuales se incluyen la fase final. Solo se perdió los dos partidos de la semifinal contra Zamora Fútbol Club por compromisos con la selección nacional.
Al inicio de la Temporada 2017 se mantendría en la titularidad del arco, pero su estadía con la selección sub-20 finalista dejó a su compañero Eduardo Herrera en la titularidad. Volvió a suelo caraqueño ya cuando el equipo tenía ventaja en las semifinales, y un penalti provocado por él tras una mala salida produjo la remontada provisional en la vuelta. No obstante, se reivindicó en la tanda de penaltis al detener el único disparo de los lanzamientos, siendo Francisco La Mantía víctima. En la final, no podrían obtener el título en casa gracias a la regla del gol de visitante; el gol definitivo fue un potente disparo del futbolista del Monagas SC, Anthony Blondell, que dobló las manos de Faríñez.

### Millonarios F. C.
El 12 de septiembre de 2017 fue confirmado un pre-acuerdo para el traspaso de Faríñez al Millonarios Fútbol Club, de la Categoría Primera A de Colombia. El jugador se incorporó al equipo a partir de enero de 2018, tras la compra del 75% de los derechos económicos.
Posteriormente el 12 de octubre, Caracas y Millonarios sellaron el acuerdo por Faríñez el cual entró en vigor el 1 de enero de 2018. Debuta como titular el 31 de enero por la Superliga de Colombia en el empate a cero goles frente a Atlético Nacional.
El 7 de febrero de 2018 se corona como campeón de la Superliga 2018 ante Atlético Nacional, jugó todo el partido y fue un jugador destacado en la obtención del título. Se convierte en la figura del club en el primer semestre de 2018 saliendo como la figura de los partidos por la Copa Libertadores 2018 en el empate a un gol en el El Campin frente a CA Independiente y en la histórica victoria como visitantes en Brasil por la mínima en el Arena Corinthians frente al SC Cortinthians.

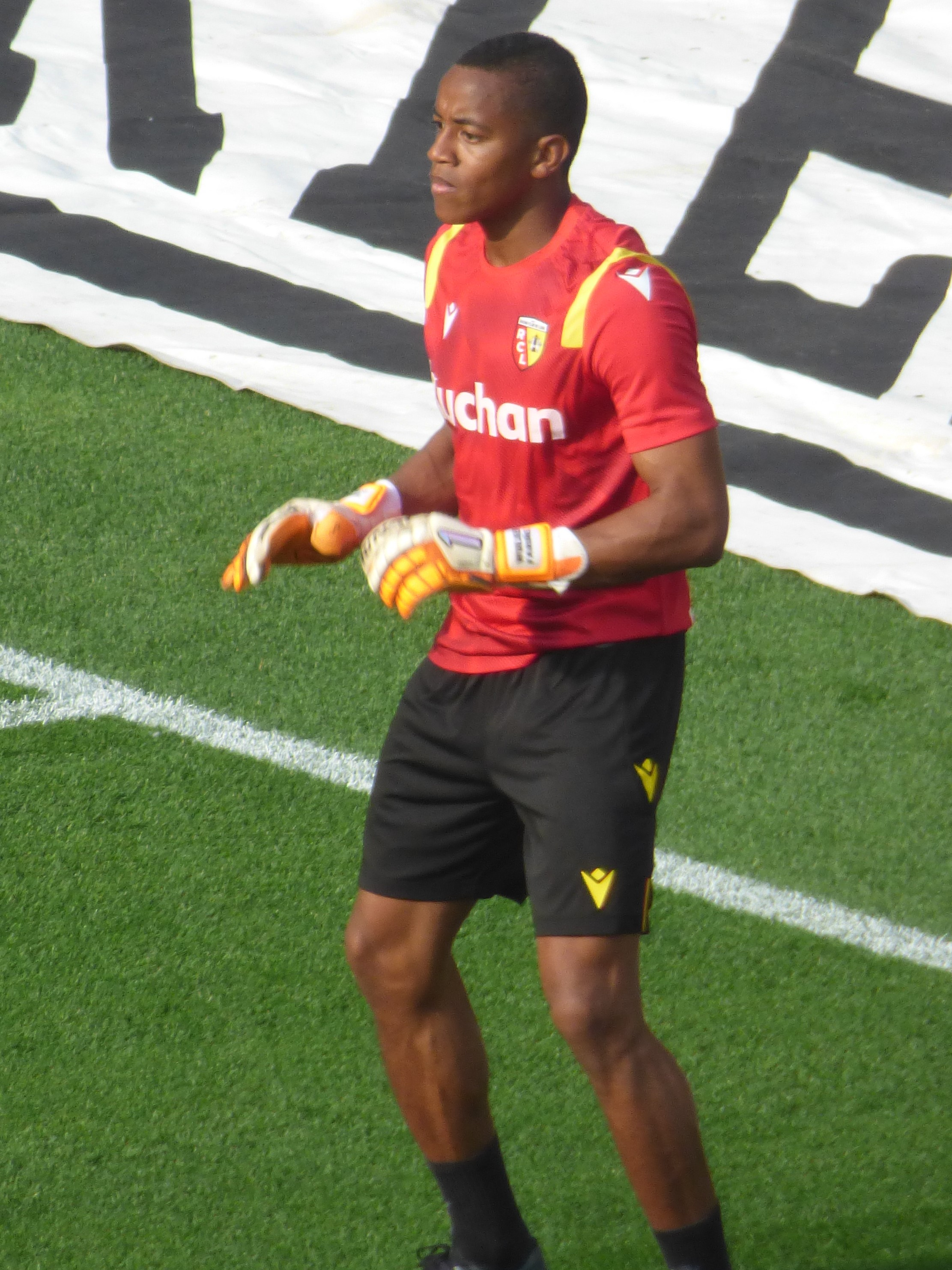
Faríñez con el R.C. Lens en 2020.

### R. C. Lens
El 24 de junio de 2020, fue cedido al R. C. Lens de la Ligue 1 de Francia por un año y con opción a compra. Debuta el 23 de diciembre de 2020 entrando por el primer arquero del equipo debido a una lesión. El 10 de febrero de 2021 debuta como titular en la Copa de Francia en la victoria de su equipo 4 por 2. El 1 de mayo de 2021 debuta como titular en la Ligue 1 de Francia frente al PSG cayendo derrotados 2 por 1 pero con una muy buena actuación de Wuilker evitando que a su equipo le encajaran más goles. El 24 de mayo el R. C. Lens anuncia que ejerció la opción de compra por el guardameta, renovando su vínculo con la institución hasta 2024.

### Caracas FC
En enero de 2024, tras rescindir su contrato con el Lens, Faríñez regresó a Colombia, pero tras no llegar a ningún acuerdo económico con Millonarios ni superar los exámenes médicos en Atlético Nacional y Deportivo Pereira a dos semanas de comenzar el campeonato venezolano ficha con el Caracas FC.

## Selección nacional

### Selección juvenil
Empezó su andar en las categorías menores de Venezuela con la selección sub-15, donde fue convocado por el técnico Ceferino Bencomo para disputar el Campeonato Sudamericano de Fútbol Sub-15 de 2013 en Bolivia, en donde disputaría dos partidos (Ambas en derrotas por 2:4 ante Colombia y Uruguay) y finalizaría en la última posición del grupo.
Fue convocado para el Campeonato Sudamericano de Fútbol Sub-17 de 2015 realizado en Paraguay. Disputó todos los partidos del torneo, y su equipo salió eliminado por diferencia de gol, terminando cuarto en grupos de cinco.
El 22 de mayo de 2017, en un partido de la Copa Mundial Sub-20, Faríñez se convirtió en el primer portero que anotó un gol en esa competición. Anotó de penal el 4:0 ante Vanuatu, en un partido que terminó con victoria venezolana por 7:0, siendo esta la segunda mayor victoria del combinado sub-20, situándose detrás del 8:0 con el que Venezuela derrotó a Tahití en la edición de 2009 de la Copa Mundial Sub-20 celebrada en Egipto. Faríñez alcanzó el subcampeonato al caer Venezuela 0:1 ante Inglaterra. En ese torneo logró la tercera mejor marca de imbatibilidad (507 minutos).

#### Participación en Sudamericanos
| Torneo                      | Sede                   | Resultado              | PJ | GR  | VI |
| --------------------------- | ---------------------- | ---------------------- | -- | --- | -- |
| Sudamericano Sub-15 de 2013 | Bolivia                | Primera Fase           | 2  | -8  | 0  |
| Sudamericano Sub-17 de 2015 | Paraguay               | Primera Fase           | 4  | -8  | 0  |
| Sudamericano Sub-20 de 2017 | Ecuador                | Tercer lugar           | 9  | -7  | 4  |
| Total en Sudamericanos      | Total en Sudamericanos | Total en Sudamericanos | 15 | -23 | 4  |

#### Participación en Copas del Mundo Juveniles
| Mundial                     | Sede          | Resultado  | PJ | GA | GR | VI |
| --------------------------- | ------------- | ---------- | -- | -- | -- | -- |
| Copa Mundial Sub-20 de 2017 | Corea del Sur | Subcampeón | 7  | 1  | -3 | 4  |

### Selección mayor
El 12 de mayo de 2015, el seleccionador nacional Noel Sanvicente elaboró la lista de 30 preconvocados para la Copa América 2015, en donde incluyó a Wuilker Faríñez y a otros arqueros como Dani Hernández y Alain Baroja, compañero de club. De esta manera aseguró la participación del oriundo de Catia en el torneo internacional. El director técnico argumentó su convocatoria como una apuesta a largo plazo. Como se veía venir, Wuilker vio todos los partidos desde el banco y su equipo salió eliminado en primera ronda, con 3 puntos.

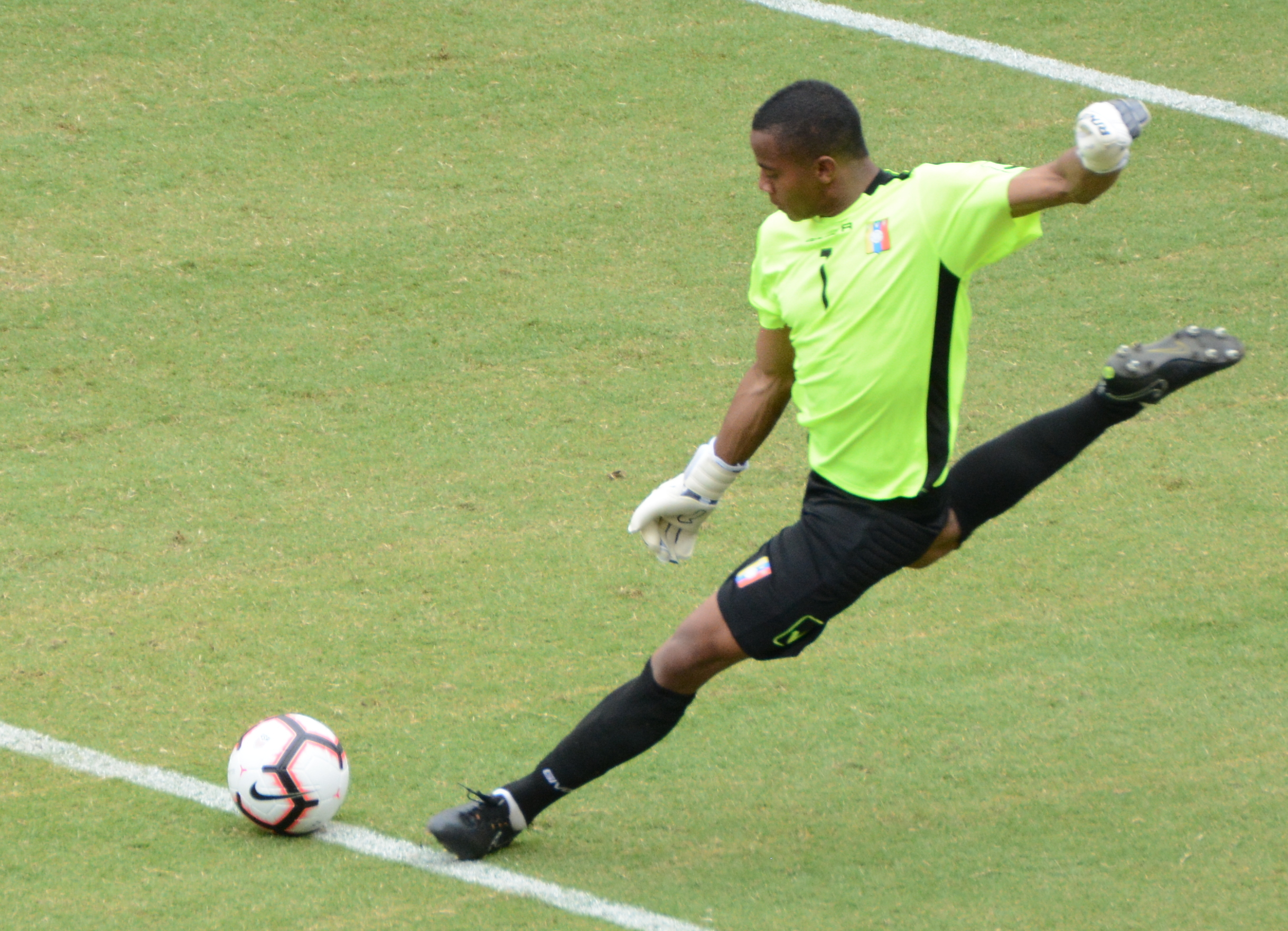
Wuilker Fariñez en un partido amistoso entre Estados Unidos y Venezuela, en 2019.

El 20 de mayo de 2016 disputó su primer partido con Venezuela en un encuentro amistoso no oficial ante Galicia. No obstante, al ser un partido ante una selección autonómica de España, el encuentro carece de validez oficial. Cinco días después, debutó oficialmente con la selección de Venezuela en un partido amistoso ante Panamá.
Posteriormente debutó en las eliminatorias mundialista hacia Rusia 2018 con 19 años, al disputar la doble fecha de marzo de 2017, ante Perú (2:2) y Chile (derrota 3:1), logrando en este último partido atajar un penalti cobrado por Alexis Sánchez. De esa forma, Faríñez se convirtió en el arquero más joven en detener un penal con la selección. Sumando a las estadísticas de ser el más novel en dejar su arco en cero y el portero más joven en debutar en Eliminatorias. Posteriormente disputó los 4 últimos partidos de la eliminatorias, primero en la fecha doble del 31 de agosto y 5 de septiembre, ante Colombia (0:0) y Argentina (1:1) respectivamente, y la última fecha doble del 5 y 10 de octubre, en casa ante Uruguay (0:0) y la gran victoria ante Paraguay (1:0) en Asunción.
Tras estar en el banquillo en 2015 a costas de Baroja y en 2016 de Dani Hernández, disputó su primera Copa América en 2019 ya como titular indiscutible y referente. Fue pieza clave para que Venezuela accediera a cuartos de final en el segundo puesto tras sus atajadas claves en las igualdades sin goles ante Perú y Brasil; remarcando una atajada in-extremis a los posteriores subcampeones en el minuto 77’. Sin embargo, mancharía su gran actuación en la venidera fase con un error que otorgaría el definitivo 2-0 para darle el pase a Argentina.

#### Participaciones enCopas América
| Torneo                  | Sede                   | Resultado              | PJ | GR | VI |
| ----------------------- | ---------------------- | ---------------------- | -- | -- | -- |
| Copa América 2015       | Chile                  | Fase de grupos         | 0  | 0  | 0  |
| Copa América Centenario | Estados Unidos         | Cuartos de final       | 0  | 0  | 0  |
| Copa América 2019       | Brasil                 | Cuartos de final       | 4  | 3  | 2  |
| Copa América 2021       | Brasil                 | Fase de grupos         | 3  | 3  | 1  |
| Total en Copas América  | Total en Copas América | Total en Copas América | 7  | 6  | 3  |

#### Participaciones enEliminatorias al Mundial
| Eliminatoria                               | Sede del Mundial                | Posición               | Resultado  | PJ                                | GR  | VI |
| ------------------------------------------ | ------------------------------- | ---------------------- | ---------- | --------------------------------- | --- | -- |
| Eliminatorias Mundial de Rusia 2018        | Rusia                           | 10°lugar 12pts         | Eliminado  | 6                                 | -6  | 3  |
| Eliminatorias Mundial de Catar 2022        | Catar                           | 10°lugar 10pts         | Eliminado  | 14                                | -27 | 0  |
| Eliminatorias Mundial de Norteamérica 2026 | Estados Unidos, México y Canadá | 7°lugar 15pts          | En disputa | 0 (5 convocatorias como suplente) | 0   | 0  |
| Total en Eliminatorias                     | Total en Eliminatorias          | Total en Eliminatorias | 0/2        | 20                                | -33 | 3  |

#### Historial de partidos
| Partidos internacionales con la selección de Venezuela | Partidos internacionales con la selección de Venezuela | Partidos internacionales con la selección de Venezuela  | Partidos internacionales con la selección de Venezuela | Partidos internacionales con la selección de Venezuela | Partidos internacionales con la selección de Venezuela | Partidos internacionales con la selección de Venezuela | Partidos internacionales con la selección de Venezuela | Partidos internacionales con la selección de Venezuela | Partidos internacionales con la selección de Venezuela | Partidos internacionales con la selección de Venezuela |
| N.º                                                    | Fecha                                                  | Estadio                                                 | Rival                                                  | Resultado                                              | Competición                                            | Goles concedidos                                       | Penaltis que no concluyeron en gol                     | Amonestado                                             | Expulsado                                              | Nota                                                   |
| ------------------------------------------------------ | ------------------------------------------------------ | ------------------------------------------------------- | ------------------------------------------------------ | ------------------------------------------------------ | ------------------------------------------------------ | ------------------------------------------------------ | ------------------------------------------------------ | ------------------------------------------------------ | ------------------------------------------------------ | ------------------------------------------------------ |
| 1                                                      | 24/05/2016                                             | Rommel Fernández, Panamá, Panamá                        | Panamá                                                 | 0:0                                                    | Amistoso                                               | 0                                                      | 0                                                      | 0                                                      | 0                                                      |                                                        |
| 2                                                      | 23/03/2017                                             | Monumental de Maturín, Maturín, Venezuela               | Perú                                                   | 2:2                                                    | Clasificatorias Mundial 2018                           | 2                                                      | 0                                                      | 0                                                      | 0                                                      |                                                        |
| 3                                                      | 28/03/2017                                             | Monumental, Santiago, Chile                             | Chile                                                  | 3:1                                                    | Clasificatorias Mundial 2018                           | 3                                                      | 1                                                      | 0                                                      | 0                                                      |                                                        |
| 4                                                      | 31/08/2017                                             | Polideportivo de Pueblo Nuevo, San Cristóbal, Venezuela | Colombia                                               | 0:0                                                    | Clasificatorias Mundial 2018                           | 0                                                      | 0                                                      | 0                                                      | 0                                                      |                                                        |
| 5                                                      | 05/09/2017                                             | Antonio Vespucio Liberti, Buenos Aires, Argentina       | Argentina                                              | 1:1                                                    | Clasificatorias Mundial 2018                           | 1                                                      | 0                                                      | 0                                                      | 0                                                      |                                                        |
| 6                                                      | 05/10/2017                                             | Polideportivo de Pueblo Nuevo, San Cristóbal, Venezuela | Uruguay                                                | 0:0                                                    | Clasificatorias Mundial 2018                           | 0                                                      | 0                                                      | 0                                                      | 0                                                      |                                                        |
| 7                                                      | 05/10/2017                                             | Defensores del Chaco, Asunción, Paraguay                | Paraguay                                               | 0:1                                                    | Clasificatorias Mundial 2018                           | 0                                                      | 0                                                      | 1                                                      | 0                                                      | 94'                                                    |
| 8                                                      | 28/03/2017                                             | Goffert Stadion, Nimega, Países Bajos                   | Irán                                                   | 1:0                                                    | Amistoso                                               | 0                                                      | 0                                                      | 0                                                      | 0                                                      | 45'                                                    |
| 9                                                      | 7/09/2018                                              | Hard Rock Stadium, Miami Gardens, Estados Unidos        | Colombia                                               | 2:1                                                    | Amistoso                                               | 2                                                      | 0                                                      | 0                                                      | 0                                                      |                                                        |
| 10                                                     | 16/10/2018                                             | Lluís Companys, Barcelona, España                       | Emiratos Árabes Unidos                                 | 0:2                                                    | Amistoso                                               | 0                                                      | 1                                                      | 0                                                      | 0                                                      |                                                        |
| 11                                                     | 20/11/2018                                             | Al-Ahli, Doha, Catar                                    | Irán                                                   | 1:1                                                    | Amistoso                                               | 1                                                      | 0                                                      | 0                                                      | 0                                                      |                                                        |
| 12                                                     | 23/03/2019                                             | Wanda Metropolitano, Madrid, España                     | Argentina                                              | 1:3                                                    | Amistoso                                               | 1                                                      | 0                                                      | 0                                                      | 0                                                      |                                                        |
| 13                                                     | 05/06/2019                                             | Mercedes-Benz Stadium, Atlanta, Estados Unidos          | México                                                 | 3:1                                                    | Amistoso                                               | 3                                                      | 0                                                      | 0                                                      | 0                                                      |                                                        |
| 14                                                     | 09/06/2019                                             | Nippert Stadium, Cincinnati, Estados Unidos             | Estados Unidos                                         | 0:3                                                    | Amistoso                                               | 0                                                      | 0                                                      | 0                                                      | 0                                                      |                                                        |
| 15                                                     | 15/06/2019                                             | Arena do Grêmio, Porto Alegre, Brasil                   | Perú                                                   | 0:0                                                    | Copa América 2019                                      | 0                                                      | 0                                                      | 0                                                      | 0                                                      |                                                        |
| 16                                                     | 18/06/2019                                             | Arena Fonte Nova, Salvador, Brasil                      | Brasil                                                 | 0:0                                                    | Copa América 2019                                      | 0                                                      | 0                                                      | 0                                                      | 0                                                      |                                                        |
| 17                                                     | 22/06/2019                                             | Mineirão, Belo Horizonte, Brasil                        | Bolivia                                                | 1:3                                                    | Copa América 2019                                      | 1                                                      | 0                                                      | 0                                                      | 0                                                      |                                                        |
| 18                                                     | 22/06/2019                                             | Maracaná, Río de Janeiro, Brasil                        | Argentina                                              | 0:2                                                    | Copa América 2019                                      | 2                                                      | 0                                                      | 0                                                      | 0                                                      |                                                        |
| 19                                                     | 10/09/2019                                             | Raymond James Stadium, Tampa, Estados Unidos            | Colombia                                               | 0:0                                                    | Amistoso                                               | 0                                                      | 0                                                      | 0                                                      | 0                                                      |                                                        |
| 20                                                     | 10/10/2019                                             | Olímpico de la UCV, Caracas, Venezuela                  | Bolivia                                                | 4:1                                                    | Amistoso                                               | 1                                                      | 0                                                      | 0                                                      | 0                                                      |                                                        |
| 21                                                     | 14/10/2019                                             | Olímpico de la UCV, Caracas, Venezuela                  | Trinidad y Tobago                                      | 2:0                                                    | Amistoso                                               | 0                                                      | 0                                                      | 0                                                      | 0                                                      | 45'                                                    |
| 22                                                     | 19/11/2019                                             | Estadio de fútbol de Suita, Suita, Japón                | Japón                                                  | 1:4                                                    | Amistoso                                               | 1                                                      | 0                                                      | 0                                                      | 0                                                      |                                                        |
| 23                                                     | 09/10/2020                                             | Metropolitano Roberto Meléndez, Barranquilla, Colombia  | Colombia                                               | 3:0                                                    | Clasificatorias Mundial 2022                           | 3                                                      | 0                                                      | 0                                                      | 0                                                      |                                                        |
| 24                                                     | 13/10/2020                                             | Metropolitano de Mérida, Mérida, Venezuela              | Paraguay                                               | 0:1                                                    | Clasificatorias Mundial 2022                           | 1                                                      | 0                                                      | 0                                                      | 0                                                      |                                                        |
| 25                                                     | 13/11/2020                                             | Morumbi, São Paulo, Brasil                              | Brasil                                                 | 1:0                                                    | Clasificatorias Mundial 2022                           | 1                                                      | 0                                                      | 0                                                      | 0                                                      |                                                        |
| 26                                                     | 17/11/2020                                             | Olímpico de la UCV, Caracas, Venezuela                  | Chile                                                  | 2:1                                                    | Clasificatorias Mundial 2022                           | 1                                                      | 0                                                      | 0                                                      | 0                                                      |                                                        |
| 27                                                     | 17/06/2021                                             | Olímpico Pedro Ludovico, Goiânia, Brasil                | Colombia                                               | 0:0                                                    | Copa América 2021                                      | 0                                                      | 0                                                      | 0                                                      | 0                                                      |                                                        |
| 28                                                     | 17/06/2021                                             | Olímpico Nilton Santos, Río de Janeiro, Brasil          | Ecuador                                                | 2:2                                                    | Copa América 2021                                      | 2                                                      | 0                                                      | 0                                                      | 0                                                      |                                                        |
| 29                                                     | 28/06/2021                                             | Mané Garrincha, Río de Janeiro, Brasil                  | Perú                                                   | 1:0                                                    | Copa América 2021                                      | 1                                                      | 0                                                      | 0                                                      | 0                                                      |                                                        |
| 30                                                     | 02/09/2021                                             | Olímpico de la UCV, Caracas, Venezuela                  | Argentina                                              | 1:3                                                    | Clasificatorias Mundial 2022                           | 3                                                      | 0                                                      | 0                                                      | 0                                                      |                                                        |
| 31                                                     | 05/09/2021                                             | Nacional, Lima, Perú                                    | Perú                                                   | 1:0                                                    | Clasificatorias Mundial 2022                           | 1                                                      | 0                                                      | 0                                                      | 0                                                      |                                                        |
| Total                                                  | Total                                                  | Total                                                   | Total                                                  | Total                                                  | Total                                                  | 31                                                     | 2                                                      | 1                                                      | 0                                                      |                                                        |

## Estadísticas
Actualizado al último partido jugado el 13 de febrero de 2022.
| Club | Div           | Temporada      | Liga  | Liga  | Liga | Copas nacionales(1) | Copas nacionales(1) | Copas nacionales(1) | Torneos internacionales(2) | Torneos internacionales(2) | Torneos internacionales(2) | Total | Total | Total | Media goles(3) |
| Club | Div           | Temporada      | Part. | Goles | Imb. | Part.               | Goles               | Imb.                | Part.                      | Goles                      | Imb.                       | Part. | Goles | Imb.  | Media goles(3) |
| --- | ------------- | -------------- | ----- | ----- | ---- | ------------------- | ------------------- | ------------------- | -------------------------- | -------------------------- | -------------------------- | ----- | ----- | ----- | -------------- |
| Caracas F. C. · Venezuela | 1.ª           | 2014-15        | 0     | 0     | 0    | 1                   | -0                  | 0                   | -                          | -                          | -                          | 1     | -0    | 0     | 2              |
| Caracas F. C. · Venezuela | 1.ª           | 2015           | 20    | -13   | 11   | 3                   | -0                  | 0                   | -                          | -                          | -                          | 23    | -18   | 11    | 0.78           |
| Caracas F. C. · Venezuela | 1.ª           | 2016           | 32    | -26   | 14   | 1                   | 0                   | 0                   | 2                          | -2                         | 0                          | 35    | -30   | 14    | 0.86           |
| Caracas F. C. · Venezuela | 1.ª           | 2017 2023 2024 | 24    | -27   | 5    | 1                   | -3                  | 0                   | 1                          | -1                         | 0                          | 26    | -31   | 5     | 1.19           |
| Caracas F. C. · Venezuela | Total club    | Total club     | 76    | -66   | 31   | 6                   | -12                 | 0                   | 3                          | -3                         | 0                          | 85    | -81   | 31    | 0.95           |
| Millonarios F. C. · Colombia | 1.ª           | 2018           | 33    | -33   | 10   | 5                   | -3                  | 2                   | 10                         | -5                         | 6                          | 48    | -41   | 18    | 0.85           |
| Millonarios F. C. · Colombia | 1.ª           | 2019           | 34    | -30   | 12   | 1                   | -2                  | 0                   | -                          | -                          | -                          | 35    | -32   | 12    | 0.91           |
| Millonarios F. C. · Colombia | 1.ª           | 2020           | 6     | -10   | 1    | 0                   | 0                   | 0                   | 2                          | -1                         | 1                          | 8     | -11   | 2     | 1.38           |
| Millonarios F. C. · Colombia | Total club    | Total club     | 73    | -69   | 23   | 6                   | -5                  | 2                   | 12                         | -5                         | 7                          | 91    | -84   | 32    | 0.92           |
| R. C. Lens Francia | 1.ª           | 2020-21        | 3     | -3    | 0    | 2                   | -5                  | 0                   | -                          | -                          | -                          | 5     | -8    | 0     | 1.6            |
| R. C. Lens Francia | 1.ª           | 2021-22        | 13    | -15   | 3    | 2                   | -2                  | 1                   | -                          | -                          | -                          | 15    | -17   | 4     | 1.13           |
| R. C. Lens Francia | Total club    | Total club     | 16    | -18   | 3    | 4                   | -7                  | 1                   | -                          | -                          | -                          | 20    | -25   | 4     | 1.25           |
| Total carrera | Total carrera | Total carrera  | 164   | -153  | 56   | 16                  | -24                 | 3                   | 14                         | -8                         | 7                          | 195   | -186  | 68    | 0.95           |
| (1) Incluye datos de la Copa Venezuela, Superliga de Colombia y Copa de Francia. (2) Incluye datos de la Copa Libertadores (2016) y (2018); Copa Sudamericana (2017). (3) Goles encajados. No se incluyen partidos amistosos. |               |                |       |       |      |                     |                     |                     |                            |                            |                            |       |       |       |                |

### Selección nacional
Actualizado al último partido jugado el 20 de junio de 2021.
| Selección | Año           | Amistosos | Amistosos | Amistosos | Sudamérica(1) | Sudamérica(1) | Sudamérica(1) | Mundial | Mundial | Mundial | Total | Total | Total | Media goles(2) |
| Selección | Año           | Part.     | Goles     | Imb.      | Part.         | Goles         | Imb.          | Part.   | Goles   | Imb.    | Part. | Goles | Imb.  | Media goles(2) |
| --- | ------------- | --------- | --------- | --------- | ------------- | ------------- | ------------- | ------- | ------- | ------- | ----- | ----- | ----- | -------------- |
| Sub-15 · Venezuela |               |           |           |           |               |               |               |         |         |         |       |       |       |                |
| 2013 | -             | -         | -         | 2         | -8            | 0             | -             | -       | -       | 2       | -8    | 0     | 4     |                |
| Total | 0             | 0         | 0         | 2         | -8            | 0             | 0             | 0       | 0       | 2       | -8    | 0     | 4     |                |
| Sub-17 · Venezuela |               |           |           |           |               |               |               |         |         |         |       |       |       |                |
| 2015 | -             | -         | -         | 4         | -8            | 0             | -             | -       | -       | 4       | -8    | 0     | 2     |                |
| Total | 0             | 0         | 0         | 4         | -8            | 0             | 0             | 0       | 0       | 4       | -8    | 0     | 2     |                |
| Sub-20 · Venezuela |               |           |           |           |               |               |               |         |         |         |       |       |       |                |
| 2017 | -             | -         | -         | 9         | -7            | 4             | 7             | -3      | 4       | 16      | -10   | 8     | 0.63  |                |
| Total | 0             | 0         | 0         | 9         | -7            | 4             | 7             | -3      | 4       | 16      | -10   | 8     | 0.63  |                |
| Absoluta · Venezuela |               |           |           |           |               |               |               |         |         |         |       |       |       |                |
| 2016 | 1             | 0         | 1         | 0         | 0             | 0             | -             | -       | -       | 1       | 0     | 1     | 0     |                |
| 2017 | 1             | 0         | 1         | 6         | -6            | 3             | -             | -       | -       | 7       | -6    | 4     | 0.86  |                |
| 2018 | 3             | -3        | 1         | 0         | 0             | 0             | -             | -       | -       | 3       | -3    | 1     | 1.00  |                |
| 2019 | 7             | -6        | 3         | 4         | -3            | 2             | -             | -       | -       | 11      | -9    | 5     | 0.80  |                |
| 2020 | 0             | 0         | 0         | 4         | -6            | 0             | -             | -       | -       | 4       | -6    | 0     | 1.50  |                |
| 2021 | 0             | 0         | 0         | 3         | -3            | 0             | -             | -       | -       | 3       | -2    | 0     | 1.00  |                |
| 2022 | -             | -         | -         | 2         | -5            | 0             | -             | -       | -       | 2       | -5    | 0     | 1.90  |                |
| Total | 12            | -9        | 6         | 18        | -22           | 5             | 0             | 0       | 0       | 31      | -31   | 11    | 0.81  |                |
| Total carrera | Total carrera | 12        | -9        | 6         | 33            | -45           | 9             | 7       | -3      | 4       | 53    | -57   | 19    | 1.20           |
| (1) Incluye datos de Sudamericano Sub-17, Sudamericano Sub-20, Eliminatorias Sudamericanas y Copa América. (2) Goles encajados. |               |           |           |           |               |               |               |         |         |         |       |       |       |                |

### Penaltis
| 1                                                                      | 19-7-2015  | Adecuación 2015                | Caracas     | Jacobo Kouffati     | ACD Lara               | Anotado        |
| 2                                                                      | 23-9-2015  | Copa Venezuela 2015            | Caracas     | Ignacio González    | Deportivo La Guaira    | Anotado        |
| 3                                                                      | 23-9-2015  | Copa Venezuela 2015            | Caracas     | Matías Manzano      | Deportivo La Guaira    | Anotado        |
| 4                                                                      | 4-11-2015  | Adecuación 2015                | Caracas     | Kuki Martins        | Deportivo Anzoátegui   | Anotado        |
| 5                                                                      | 25-11-2015 | Adecuación 2015                | Caracas     | Johan Moreno        | Zamora                 | Anotado        |
| 6                                                                      | 16-3-2016  | Liga 2016                      | Caracas     | Juan Pablo Zuluaga  | Petare                 | Anotado        |
| 7                                                                      | 10-4-2016  | Liga 2016                      | Caracas     | Jhoan Arenas        | Estudiantes de Mérida  | Fallo de penal |
| 8                                                                      | 30-1-2017  | Sudamericano Sub-20 de 2017    | Venezuela   | Cucho Hernández     | Colombia               | Anotado        |
| 9                                                                      | 3-2-2017   | Sudamericano Sub-20 de 2017    | Venezuela   | Pervis Estupiñán    | Ecuador                | Anotado        |
| 10                                                                     | 3-2-2017   | Sudamericano Sub-20 de 2017    | Venezuela   | Bryan Cabezas       | Ecuador                | Anotado        |
| 11                                                                     | 19-3-2017  | Liga 2017                      | Caracas     | Federico Vázquez    | Estudiantes de Mérida  | Fallo de penal |
| 12                                                                     | 29-3-2017  | Clasif. Copa Mundial de 2018   | Venezuela   | Alexis Sánchez      | Chile                  | Fallo de penal |
| 13                                                                     | 20-6-2017  | Copa Mundial Sub-20 de 2017    | Venezuela   | Nicolás de la Cruz  | Uruguay                | Anotado        |
| 14                                                                     | 20-6-2017  | Apertura 2017                  | Caracas     | Zamir Valoyes       | Deportivo La Guaira    | Anotado        |
| 15                                                                     | 16-8-2017  | Clausura 2017                  | Caracas     | Anderson Arciniegas | Metropolitanos         | Anotado        |
| 16                                                                     | 19-2-2018  | Apertura 2018                  | Millonarios | Dayro Moreno        | Atlético Nacional      | Fallo de penal |
| 17                                                                     | 25-2-2018  | Apertura 2018                  | Millonarios | José Sand           | Deportivo Cali         | Anotado        |
| 18                                                                     | 18-3-2018  | Apertura 2018                  | Millonarios | Luis Carlos Ruiz    | Atlético Junior        | Anotado        |
| 19                                                                     | 25-3-2018  | Apertura 2018                  | Millonarios | Pablo José Rojas    | Jaguares de Córdoba    | Anotado        |
| 20                                                                     | 10-4-2018  | Apertura 2018                  | Millonarios | Victor Aquino       | Deportivo Pasto        | Fallo de penal |
| 21                                                                     | 24-4-2018  | Copa Libertadores 2018         | Millonarios | Carlos José Sierra  | ACD Lara               | Anotado        |
| 22                                                                     | 5-10-2018  | Copa Colombia 2018             | Millonarios | Ricardo Steer       | Once Caldas            | Fallo de penal |
| 23                                                                     | 16-10-2018 | Amistoso                       | Venezuela   | Omar Abdulrahman    | Emiratos Árabes Unidos | Fallo de penal |
| 24                                                                     | 14-4-2019  | Apertura 2019                  | Millonarios | Brayan Fernández    | Patriotas Boyacá       | Anotado        |
| 25                                                                     | 18-4-2018  | Apertura 2019                  | Millonarios | Marco Pérez         | Deportes Tolima        | Anotado        |
| 26                                                                     | 12-5-2019  | Apertura 2019                  | Millonarios | Yesus Cabrera       | América de Cali        | Anotado        |
| 27                                                                     | 18-5-2019  | Apertura 2019                  | Millonarios | Henry Rojas         | Deportivo Pasto        | Fallo de penal |
| 28                                                                     | 16-9-2018  | Finalización 2019              | Millonarios | Éder Castañeda      | Deportivo Pasto        | Anotado        |
| 29                                                                     | 19-10-2019 | Finalización 2019              | Millonarios | Luis Narváez        | Atlético Junior        | Fallo de penal |
| 30                                                                     | 2-2-2020   | Apertura 2020                  | Millonarios | Carlos Peralta      | La Equidad             | Anotado        |
| 31                                                                     | 20-2-2020  | Copa Sudamericana 2020         | Millonarios | Javier Sanguinetti  | Always Ready           | Fallo de penal |
| 32                                                                     | 29-8-2020  | Championnat National 2 2020-21 | Lens II     | Cheikh Touré        | París 13 Atlético      | Fallo de penal |
| 33                                                                     | 23-12-2020 | Ligue 1 2020-21                | Lens        | Gaetan Charbonnier  | Stade Brest            | Anotado        |
| 34                                                                     | 10-10-2021 | Clasif. Copa Mundial de 2022   | Venezuela   | Enner Valencia      | Ecuador                | Anotado        |
| 35                                                                     | 22-1-2022  | Ligue 1 2021-22                | Lens        | Dimitri Payet       | Olympique de Marsella  | Anotado        |
| 36                                                                     | 2-2-2022   | Clasif. Copa Mundial de 2022   | Venezuela   | Luis Suárez         | Uruguay                | Anotado        |
| 37                                                                     | 2-2-2022   | Clasif. Copa Mundial de 2022   | Venezuela   | James Rodríguez     | Colombia               | Anotado        |
| TOTAL: Penaltis encajados: 26 / Penaltis que no concluyeron en gol: 11 |            |                                |             |                     |                        |                |

## Palmarés

### Títulos nacionales
| Título                | Club        | País     | Año  |
| --------------------- | ----------- | -------- | ---- |
| Superliga de Colombia | Millonarios | Colombia | 2018 |

#### Campeonatos amistosos
| Título            | Club        | País     | Año  |
| ----------------- | ----------- | -------- | ---- |
| Torneo Fox Sports | Millonarios | Colombia | 2019 |

### Distinciones individuales
| Distinción                                                         | Año  |
| ------------------------------------------------------------------ | ---- |
| Incluido en el once ideal de la Primera División de Venezuela 2016 | 2016 |

### Récords
- Portero más joven en debutar con el Caracas Fútbol Club en un partido de copa doméstica (16 años).
- Portero con más minutos sin conceder goles con el Caracas Fútbol Club (689 minutos).
- Más minutos sin conceder goles con la selección de fútbol sub-20 de Venezuela (552 minutos).
- Primer portero en anotar un gol en una Copa Mundial de Fútbol Sub-20.